# 城山 (鹿児島市城山町)

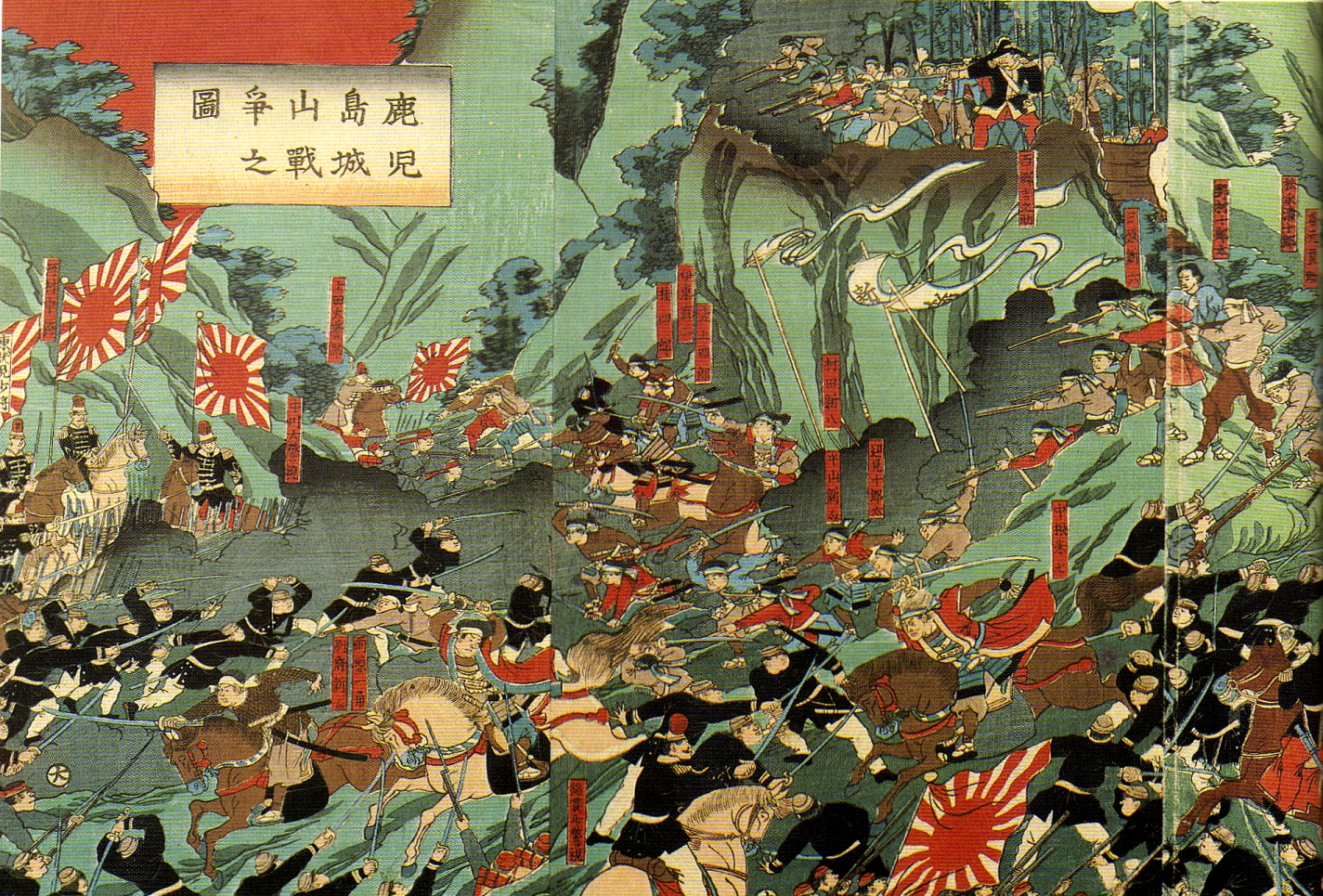
西南戦争における城山の戦い

城山（しろやま）は鹿児島市中央部にある山、あるいは丘陵。国の史跡（史跡「鹿児島城跡」のうち）および天然記念物に指定されている。かつては鶴丸山・上之山と呼ばれていた。
1877年（明治10年）、西南戦争の最終決戦である城山の戦いが城山付近で勃発し、西郷隆盛ら士族の敗北により終結した。

## 概要
城山公園が整備されており、1931年（昭和6年）6月3日に国指定天然記念物、同日に国指定史跡となっている。
1972年（昭和47年）12月16日には城山自然遊歩道が開設され、照国神社横の探勝園側と岩崎谷の薩摩義士碑側の2カ所に入口がある。クスノキ、シダ、サンゴジュなど分かっているだけで600種以上の亜熱帯植物が自生し、遊歩道沿いにそれらの植物を観察することも可能である。
城山展望台の標高は107mもしくは108 m。やや北方のMBC南日本放送城山送信所跡地（鹿児島市長田町）付近にある三角点の標高は123.4m. 大部分がシラスで構成されている。決して高い山ではないが、鹿児島市内で鹿児島湾および桜島を望む絶好のポジションにあり、夜景ポイントとして人気のある場所となっている。昼間でも天候がよい場合は霧島山系や開聞岳も見られる。
この山は先述のように西南戦争最後の戦地となったが、現在も西郷軍司令部の置かれた洞窟（通称「西郷洞窟」）、西郷隆盛終焉の地など西南戦争関連の史跡が残っている。
現在、山の南部（鹿児島市新照院町）にはSHIROYAMA HOTEL kagoshimaやNHK-FM放送の送信所（鹿児島親局テレビ・FM放送所。かつてはアナログテレビの電波も送信していた）が建てられている。また公園整備の時に駐車場も作られた。このため、この区域にあった上之山城の城郭部は破壊されて残っていない。

## 歴史
「城山」の名前は中世に地元の豪族・上山氏が山城を築いていたことに由来する。
1601年（慶長6年）、島津忠恒（のち「家久」に改名）は、いくつかの候補地の中からこの地を選び、内城に代わる新しい島津氏の本拠を築いた。それが鹿児島城（鶴丸城）である。この時に城山にも手が入れられ、麓にある屋形に万が一のことがあった場合の後詰めの城「上之山城」（または上山城）として整備され、城代には忠恒の近親である島津常久が入城した。しかし1614年（慶長19年）に常久が死去すると、その後城代は任命されず上之山城は立入禁止となった。その結果、現在も見られるような樹木が繁茂する原生林に戻っていった。
過ぎること1877年（明治10年）9月、西南戦争において撤退を余儀なくされた西郷軍はこの城山に立てこもり最後の抵抗を試みたが、圧倒的な官軍の前に西郷隆盛は自刃に追い込まれ、他の西郷軍側将兵の多くも戦死した。
1906年（明治39年）に城山公園（15.6ha）が開設され、その一部（10.9ha）が1931年（昭和6年）、国の史跡及び天然記念物に指定された。なお、西郷洞窟は城山公園の区域には入っていない。
1949年（昭和24年）6月3日、鹿児島市に昭和天皇の戦後巡幸が訪れた際には、展望台から戦災復興状況の視察が行われた。

## ギャラリー

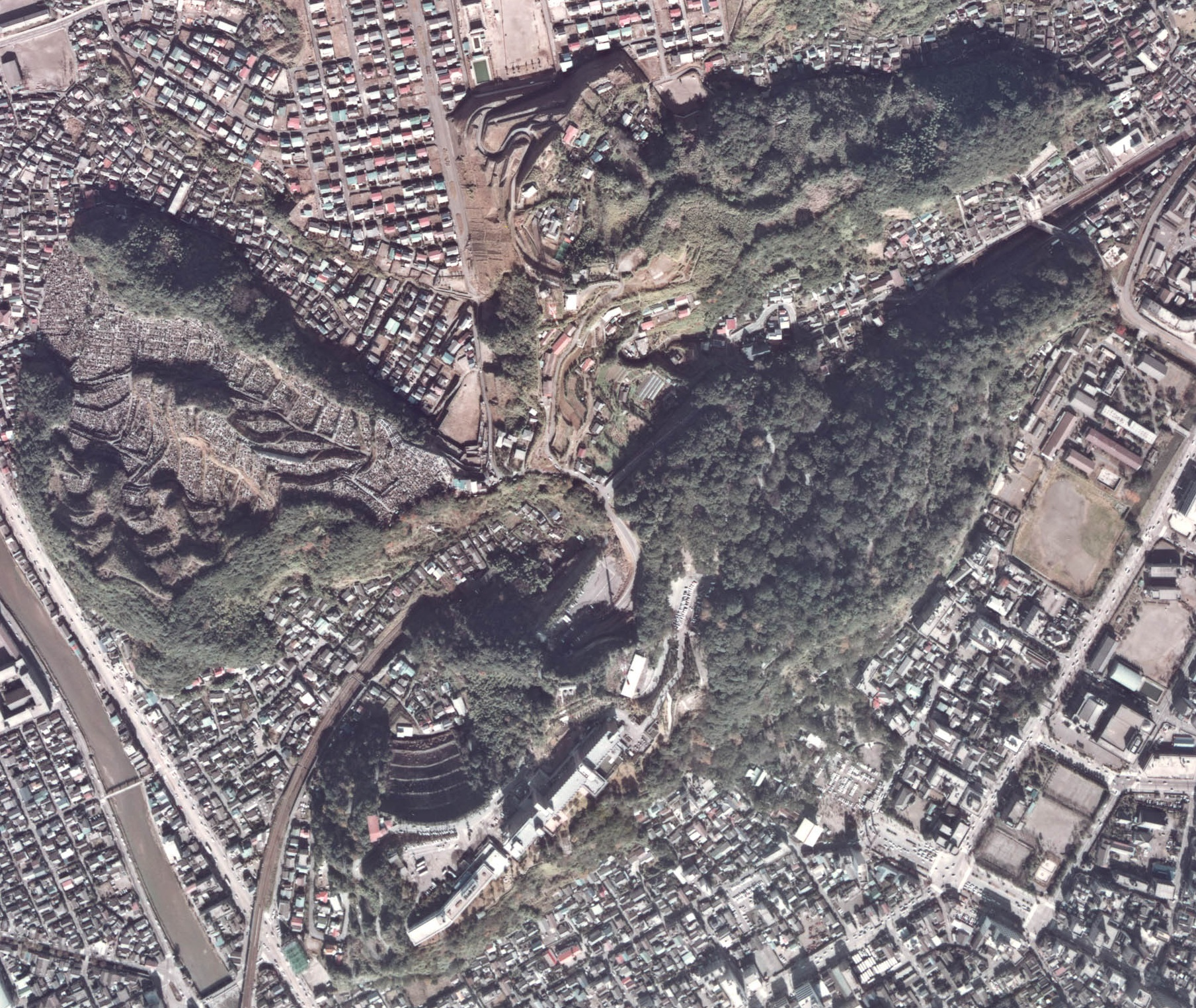
城山の周辺の航空写真。右下には市街地が見える[12]。
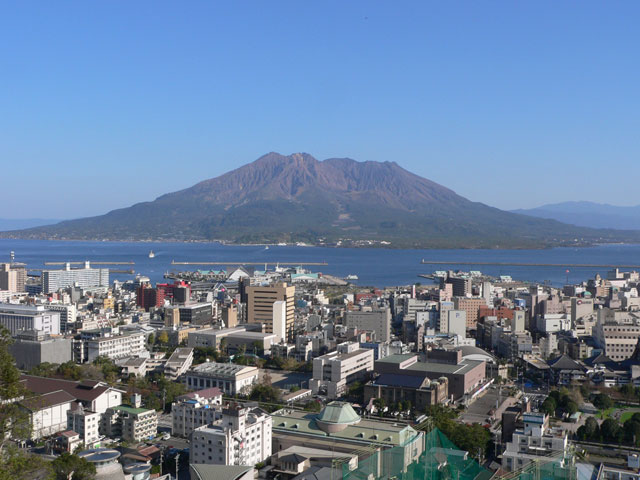
城山展望台から望む桜島
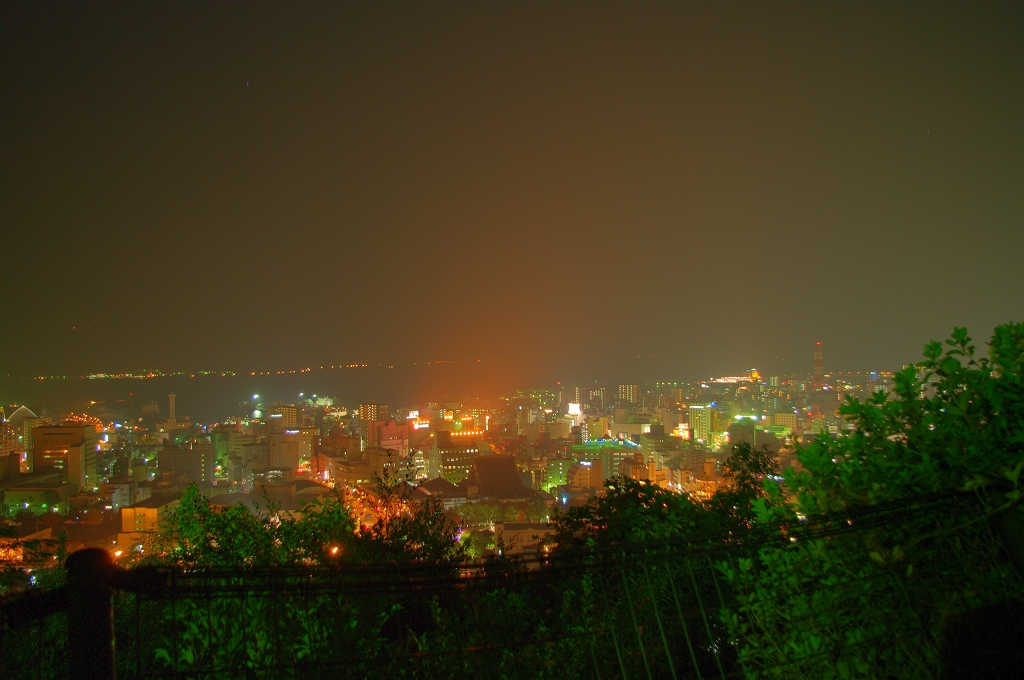
城山から望む鹿児島市の夜景